# 酒井まゆ
酒井 まゆ（さかい まゆ、1982年1月7日 - ）は、日本の漫画家。東京都福生市出身。血液型はA型。集英社の漫画雑誌『りぼん』を中心に執筆活動を展開。『りぼん』編集部による公式の愛称は「まゆぽん」。ただし酒井自身は公式ブログの記事中にて、自らを頻繁に「まゆぽそ」と称している。

## 来歴
小花美穂のアシスタントを経た後、『りぼんオリジナル』（集英社）2000年2月号に掲載された「プライマル・オレンジ」（第76回SB賞佳作）でデビュー。その後、「ボクたちの旅」は『りぼん』初掲載かつ初連載作品になった。
後もりぼん誌にて『ナインパズル』（全6回）、『永田町ストロベリィ』（全22回）の連載を経て、『ピーターパン♠症候群（シンドローム）』は全9回と短期で終了したが、その直後の連載作『ロッキン★ヘブン』（全32回）は、一転して長期連載となった。2008年1月号より同誌『MOMO 終末庭園へようこそ』の連載を開始。この作品からはカラーイラストにCGを取り入れている。
2009年からはファンタジー読み切りを中心にジャンプスクエアに出張執筆もこなしているが、一方で『りぼん』での連載も続けており、『りぼん』2010年12月号から2015年7月号まで『シュガー＊ソルジャー』（全47回）を連載し、この作品が現時点での最長連載作品となっている。2020年7月号より2023年9月号まで『ハロー、イノセント』を連載。2025年7月号からは『曖昧ブルー・ビースト』が連載されている。

## 作品リスト

### 連載
- ボクたちの旅（『りぼん』2001年9月号 - 同年11月号）
- ナインパズル（『りぼん』2002年5月号 - 同年10月号）
- 永田町ストロベリィ（『りぼん』2003年2月号 - 2004年10月号）
- ピーターパン♠症候群（シンドローム）（『りぼん』2005年4月号 - 同年12月号）
- ロッキン★ヘブン（『りぼん』2006年1月号 - 2007年12月号）
- MOMO 終末庭園へようこそ（『りぼん』2008年9月号 - 2011年5月号）
- シュガー＊ソルジャー (『りぼん』2011年9月号 - 2015年7月号)
- キミとだけは恋に堕ちない[5]（『りぼん』2015年11月号[6] - 2017年7月号）
- 群青リフレクション[7]（『りぼん』2017年11月号[8] - 2019年10月号）
- ハロー、イノセント（『りぼん』2020年7月号[2] - 2023年9月号[3]）
- 曖昧ブルー・ビースト（『りぼん』2025年7月号[4] - ）

### 読み切り
- プライマル・オレンジ（デビュー作、『りぼんオリジナル』2000年2月号掲載、「りぼん新人まんが家デビュー作集21」・「ボクたちの旅」収録）
- イチゴナミダ（『りぼんオリジナル』2000年6月号掲載、「ナインパズル」2巻収録）
- 五月少女（『りぼん』2000年春か夏のびっくり大増刊号掲載、「ボクたちの旅」収録）
- プラチナ（『りぼんオリジナル』2001年3月号掲載、「ナインパズル」1巻収録）
- 若サマの事情（『りぼんオリジナル』2001年7月号掲載、「ナインパズル」2巻収録）
- 12月のアリア（『りぼんオリジナル』2002年12月号掲載、「永田町ストロベリィ」1巻収録）
- ぼくは魔法が使えない（『りぼんオリジナル』2004年10月号掲載、「永田町ストロベリィ」2巻収録）
- ベイビー、フェイク*ファー（『りぼん』2004年12月号掲載、「永田町ストロベリィ」2巻収録）
- 王様と王子様と私。（『りぼんオリジナル』2005年1月号掲載、「ピーターパン♠症候群」2巻収録）
- エンドレス・マーチ（『りぼんオリジナル』2004年8月号掲載、「ロッキン★ヘブン」1巻収録）
- ブラウン・ガーデン駅(ステーション)（2007年秋の大増刊号『りぼんスペシャル』掲載、「ロッキン★ヘブン」6巻収録）
- キミの世界の救い方（2009年冬休み大増刊号『りぼんスペシャル』掲載、「MOMO～終末庭園へようこそ～」1巻収録）
- クレマチカ靴店（『りぼんファンタジー増刊』・『ジャンプスクエア』読み切り枠におけるファンタジーオムニバスシリーズ。）
  - 第一話｢(サブタイトルなし)｣（初出：『りぼん2009年ファンタジー増刊号』）・第2話 ｢Pandora's Boots｣（初出：『ジャンプスクエア』2010年1月号）・第3話 ｢Lost Angel Shoes｣（初出：『りぼん2010年ファンタジー増刊号』）・第4話 ｢Strawberryfield Walker｣ （初出：『ジャンプスクエア』2011年3月号・新作「Legless Diva」（2015年夏の大増刊号『りぼんスペシャルミント』に掲載））
- 17o'clocks（2010年春の大増刊号『りぼんスペシャル』掲載、「MOMO～終末庭園へようこそ～」7巻収録）
- ブラインドール（初出:『ジャンプスクエアLab』2011年7月発売号掲載、オムニバス短編集「メリーバッドエンド」収録）
- 惑星ハニー（2011年秋の大増刊号『りぼんスペシャルリアル』掲載、オムニバス短編集「メリーバッドエンド」収録）
- サイゴの晩餐（2012年春の大増刊号『りぼんスペシャルハッピー』掲載、オムニバス短編集「メリーバッドエンド」収録）
- 鳥籠教室（2012年夏の大増刊号『りぼんスペシャルスカイ』掲載、オムニバス短編集「メリーバッドエンド」収録）
- 2番目じゃだめなんですか（2013年春の大増刊号『りぼんスペシャル』掲載、オムニバス短編集「メリーバッドエンド」収録）
- ぷり☆ぱり（2013年夏の大増刊号『りぼんスペシャルバニラ』掲載、オムニバス短編集「メリーバッドエンド」収録）
- FLAG（『ジャンプSQ19』2012年12月号掲載、オムニバス短編集「メリーバッドエンド」収録）
- メリーバッドエンド（オムニバス短編集「メリーバッドエンド」描き下ろし作品）
- はぴ★すぴ（2013年夏の大増刊号『りぼんスペシャルバニラ』掲載、「シュガー＊ソルジャー」9巻収録）
- ココロスケッチ（『りぼん』2015年9月号掲載）
- 桜沢フィルター（2020年冬の大増刊号『りぼんスペシャル』掲載、「ハロー、イノセント」1巻収録）
- ラブスクライブ！(2024年夏の大増刊号『りぼんスペシャルゆめくま』掲載)
- ルドルフくんの初恋（2025年冬の大増刊号『りぼんスペシャル』掲載）
- キスしないと出られない××（2025年春の大増刊号『りぼんスペシャル』掲載[9]）

### イラスト集
- Mayu Sakai Collection - Rockin' Heaven & more（2010年11月16日発売、ドイツにて出版[10]）

### デザイン
- 初音ミク Project mirai 2 スペシャルコスチューム「シュガソルミク」（2013年）[11]

## 単行本リスト
いずれもりぼんマスコットコミックス（集英社）より刊行。
- ボクたちの旅（全1巻）
  - 併録作品 「プライマル・オレンジ」「五月少女」
- ナインパズル（全2巻）
  - 併録作品 「プラチナ」（第1巻）、「イチゴナミダ」「若サマの事情」（第2巻）
- 永田町ストロベリィ（全5巻）
  - 併録作品 「12月のアリア」（第1巻）、「ぼくは魔法が使えない」「ベイビー、フェイク*ファー」（第5巻）
- ピーターパン♠症候群（全2巻）
  - 併録作品 「王様と王子様と私。」（第2巻）
- ロッキン★ヘブン（全8巻）
  - 併録作品「エンドレス・マーチ」（第1巻）、「ブラウン・ガーデン駅」（第6巻）
- MOMO（全7巻）
  - 併録作品 「キミの世界の救い方」（第1巻）、｢17o'clocks｣ (第7巻)
- クレマチカ靴店 (オムニバス短編集)
- シュガー＊ソルジャー（全10巻）
  - 併録作品「はぴ★すぴ」（9巻）
- メリーバッドエンド（オムニバス短編集）
  - 併録作品「ブラインドール」「惑星ハニー」「サイゴの晩餐」「鳥籠教室」「2番目じゃダメなんですか」「ぷり☆ぱり」「FLAG」
- キミとだけは恋に堕ちない（全5巻）
- 群青リフレクション（全5巻）
- ハロー、イノセント（全8巻）
  - 併録作品「桜沢フィルター」（第1巻）